# Воронцово (Калязінський район)
Воронцово (рос. Воронцово) — присілок в Калязінському районі Тверської області Російської Федерації.
Населення становить 223 особи. Входить до складу муніципального утворення Нерльське сільське поселення.

## Історія
Від 2005 року входило до складу муніципального утворення Нерльське сільське поселення.

## Населення
| 1859 | 1888 | 1997 | 2002 | 2010 |
| ---- | ---- | ---- | ---- | ---- |
| 72   | ↗111 | ↗284 | ↘236 | ↘223 |